# Karabin Daewoo K2

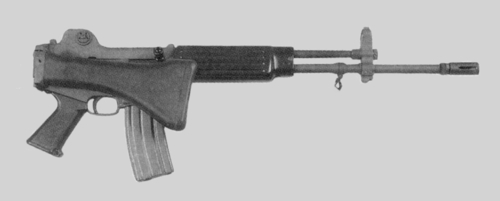
K2 z kolba złożoną

K2 – karabin szturmowy produkowany przez południowokoreańską firmę Daewoo Precision Industries.

## Historia konstrukcji
Podobnie jak w wielu innych krajach Azji Południowo-Wschodniej, tak i w Korei przez wiele lat podstawowym uzbrojeniem żołnierzy piechoty był karabin M16. Początkowo był on kupowany w USA, później produkowany na licencji nabytej od Colt Patent Firearm Mfg. Co (od 1973). W 1982 koncern Daewoo przejął produkujące broń strzelecką państwowe zakłady w Pusan i utworzył spółkę Daewoo Precision Industries, zajmującą się produkcją broni strzeleckiej. Następnym krokiem było podjęcie decyzji o rozpoczęciu prac nad nowymi broniami: karabinem i karabinkiem. Odmiennie niż w przypadku innych konstrukcji, gdzie karabinek jest po prostu skróconym karabinem i ma identyczne jak karabin mechanizmy wewnętrzne, karabin, K2 i karabinek K1 mają odmienną konstrukcję.

## Wersje karabinu K2
- K2 – wersja standardowa
- Max-2 (inna nazwa AR-100(C)) – karabin samopowtarzalny przeznaczony na rynek cywilny USA. Dystrybutorem była firma Stoeger Industries[9].
- DR 200 – karabin samopowtarzalny przeznaczony na rynek cywilny USA. Karabin miał kolbę stałą połączoną z chwytem pistoletowym i nie posiadał tłumika płomieni. Przed wprowadzeniem zakazu sprzedaży „broni szturmowych” sprzedawana była także wersja karabinu DR 200 z ramową kolbą składaną. Dystrybutorem była firma Kimber of America[10].
- DR 300 – karabin samopowtarzalny, odmiana DR 200 kalibru 7,62 x 39 mm.

## Opis konstrukcji
Karabinek K2 jest indywidualną bronią samoczynno-samopowtarzalną. Zasada działania oparta na wykorzystaniu energii gazów prochowych odprowadzanych przez boczny otwór lufy. Energia gazów prochowych przekazywana przez tłok gazowy o długim ruchu. Ryglowanie przez obrót zamka. Suwadło podparte jest od tyłu przez pojedynczą sprężynę powrotną. Mechanizm spustowy kurkowy umożliwia strzelanie ogniem pojedynczym, seriami trójstrzałowymi i ogniem ciągłym. Dźwignia przełącznika rodzaju ognia po lewej stronie broni pełni jednocześnie funkcję dźwigni bezpiecznika. Zasilanie z dwurzędowych magazynków łukowych o pojemności 30 naboi (magazynki zamienne z magazynkami M16). Po wystrzeleniu ostatniego naboju z magazynka zamek zatrzymuje się w tylnym położeniu. Do jego zwalniania służy przycisk po lewej stronie broni. Otwarte przyrządy celownicze składają się z muszki w osłonie i celownika przeziernikowego. Kolba z tworzywa sztucznego składana na prawą stronę broni. Lufa wyposażona w tłumik płomieni pełniący również funkcję osłabiacza podrzutu.